# FIBA Oceania
La FIBA Oceania è l'organo che governa la pallacanestro in Oceania, ed una delle cinque Zone della Federazione Internazionale Pallacanestro (insieme con Africa, America, Asia, e Europa).
È una associazione internazionale, fondata il 3 ottobre 1967, che riunisce al momento 22 federazioni nazionali di pallacanestro in Oceania.
La sede della FIBA Oceania è situata a Gold Coast, Australia.

## Ruolo
Come organo di governo, è responsabile del controllo e dello sviluppo della pallacanestro in Oceania.
Inoltre, promuove, supervisiona e dirige le competizioni asiatiche a livello di club e di squadre nazionali, e gli arbitri oceaniani internazionali.
Le decisioni più importanti vengono prese dalla Board of FIBA Oceania che consiste di 25 persone elette dalle federazioni nazionali. La Board of FIBA Oceania si riunisce due volte all'anno, ed è l'organo esecutivo che rappresenta tutte le 22 federazioni che sono membri della FIBA Oceania.
Tutte le 22 federazioni si incontrano una volta all'anno alla Assemblea Generale della FIBA Oceania.

## Organizzazione interna
- Presidente : Bob Elphinston -  Australia.
- Vice Presidenti : Glynis Miller -  Figi, Barbara Wheadon  Nuova Zelanda, William Keldermans -  Palau, John Maddock -  Australia, Robert Vautrin -  Nuova Caledonia.
- Segretario Generale :  Steve Smith -  Australia.

## Stati fondatori
- Australia
- Nuova Zelanda
- Papua Nuova Guinea
- Figi
- Nuova Caledonia
- Guam
- Isole Salomone
- Nauru
- Samoa Americane
- Isole Cook

- Micronesia
- Polinesia francese
- Kiribati
- Isole Marshall
- Isole Marianne Settentrionali
- Palau
- Tonga
- Tuvalu
- Vanuatu
- Samoa

## Squadre nazionali
- Australia
- Figi
- Guam
- Isola Norfolk
- Isole Cook
- Isole Marianne Settentrionali
- Isole Marshall
- Isole Salomone
- Kiribati
- Micronesia
- Nauru

- Nuova Caledonia
- Nuova Zelanda
- Palau
- Papua Nuova Guinea
- Samoa
- Samoa Americane
- Tahiti
- Timor Est
- Tonga
- Vanuatu